# Manser

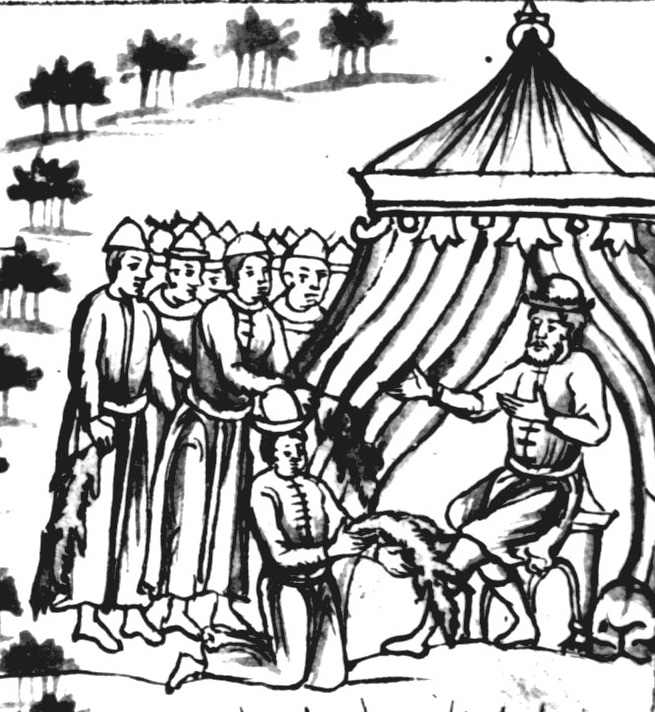
Manser levererar tribut till Jermak Timofejevitj.

Manser eller voguler är ett ugriskt folk som bor på Uralbergens nordöstra sluttningar vid bifloder till Ob och Tobol. De bor väster om chanterna med vilka de är släkt. 
Manserna livnär sig huvudsakligen på jakt och fiske, särskilt i utbredningsområdets norra del. i viss utsträckning idkas också renskötsel. Jordbruket utgör huvudnäringen endast i de längst söderut belägna områdena kring Tavda. 

## Benämning
Ordet mansi har ursprungligen betytt "människa, man". Man anser att ungrarnas namn på sig själva magy-ar är bildat till samma ordstam. 
Namnet vogul härrör egentligen från mansernas grannar, komierna och chanterna, där det förekommer i formen vakul ~ vogal. Någon tillförlitlig etymologisk förklaring finns ej. En motsvarande ordstam finns också i namnet på en biflod till Ob. Från dessa språk har ordet överförts till ryskan som i sin tur förmedlat det till andra språk. Namnet förekommer första gången i ryska krönikor 1396. 
Ryssarna använde också benämningen "jugrer" om manser; jugrerna nämns bl.a. i Nestorskrönikan 1092. Med benämningen åsyftades mansernas och chanternas förfäder (obugrierna). Jugrerna framträder i historiska källor fram till 1700-talet.
Under den sovjetiska tiden övergick man i ryskan till folkets namn på sig själva. Mansi togs i bruk för första gången 1785 av professor J. Georgi (1729–1802) vid Sankt Petersburgs universitet. I flera fall kallar manserna även chanterna för mansi. 

## Historia
Mansernas historia som självständigt folk kan sägas börja med att ungrarna och obugriernas förfäder gick skilda vägar. Delade meningar råder om tidpunkten. En del forskare vill förlägga denna tidpunkt till cirka 1000 f.Kr. (Setälä), andra till 600 f.Kr. (Hajdú). Noggrannare är uppgifterna om när mansernas och chanternas förfäder skildes åt och så småningom kom att bilda två skilda folk. 
De första uppgifterna finns som sagt i Nestorskrönikan, men först på 1300-talet förekommer i samma källor antydningar om att man har att göra med två skilda folk. Från 1265 föreligger uppgifter om att jugra-foket tillhörde Republiken Novgorods beskattningsområde. Såväl manser och chanter hade vid denna tid egna furstar som härskare och under deras ledning beslöt man att gå till motanfall mot ryssarna. Men man måste också kämpa mot de söderifrån trängande tatarerna, vilka också beskattade dem. Novgorod trängde ända fram till Ob 1364. Manserna gick då till motanfall. Höjdpunkten i denna motståndsrörelse utgör anfallet västerut över Uralbergen 1455 under furst Asykas ledning. Anfallet riktades mot Moskvas stödjepunkt i Vytjegda, varvid de dödade biskop Gerasim i Perm. Han var den förste missionär som försökte kristna ugrierna. Ryssarnas framgångsrikaste fälttåg blev Ivan III:s erövringståg till Ob. Som resultat av detta utökade han sina hederstitlar med namnet "jugrare". Trots detta blev det dock furst Jermak som tilldelades benämningen "Sibiriens erövrare", vilken mot slutet av 1500-talet företog ett nytt erövringståg mot folken i västra Sibirien. I alla dessa strider var det i huvudsak manserna som svarade för motståndet, eftersom chanterna vid denna tid hade dragit sig tillbaka till områden öster om Ob. 
Det slutliga kristnandet av manserna började under Peter den stores tid, när munken Feodor (som biskop kallad Filofei) blev mansernas apostel. Deras religion kännetecknas av shamanism och björndyrkan, och övergången till kristendomen skedde blott till det yttre. Manserna som inte var vana vid handel och köpslagan, blev snart de inflyttade ryska köpmännens geldenärer och hamnade i beroendeställning under främlingarna.

## Folkräkning[1]
| År   | Antal | Antal i % som talar modersmål |
| ---- | ----- | ----------------------------- |
| 1897 | 7 600 |                               |
| 1926 | 5 700 |                               |
| 1959 | 6 400 | 59,2                          |
| 1970 | 7 700 |                               |
| 1979 |       | 49,5                          |